# 스가와촌 (시마네현)
스가와촌(須川村)은 시마네현 가노아시군에 있던 촌이다. 현재의 고쓰시의 일부에 해당한다.

## 역사
- 1889년 4월 1일 - 정촌제 시행에 의해 가노아시군 스가와촌이 성립하였다.
- 1935년 2월 11일 - 니치하라촌에 편입해 폐지되었다.

## 참고문헌
- 角川日本地名大辞典 32 島根県
- 『市町村名変遷辞典』東京堂出版、1990年。